# Jesús Cardenal
Jesús Cardenal Fernández (Pesquera de Duero, Valladolid; 20 de febrero de 1930-Madrid, 25 de junio de 2018) fue un jurista y profesor español. Ocupó el cargo de fiscal general del Estado desde el 16 de mayo de 1997 hasta el 23 de abril de 2004.

## Biografía
Licenciado en Derecho por la Universidad de Valladolid con premio extraordinario, y doctor en Derecho por la Universidad de Navarra con una tesis titulada El tiempo en el cumplimiento de las obligaciones y dirigida por Francisco Sancho Rebullida, accedió a la carrera judicial en 1958 (promoción 4.ª), optando por la carrera fiscal. Al término del curso, el 29 de abril de 1960, fue destinado como abogado fiscal a la fiscalía de la entonces Audiencia Provincial de Bilbao. Vinculado al Opus Dei, en su despacho destacaba la medalla de la Virgen de Torreciudad.

### Trayectoria
Fiscal de la Audiencia Provincial de Bilbao desde 1960, permaneció en su destino 37 años. En 1984, Cardenal accedió a la condición de profesor titular de Derecho Civil de la Facultad de Económicas de la Universidad del País Vasco, al superar las pruebas de idoneidad que se establecieron al respecto. Permaneció como profesor de esta Facultad hasta 1989.
De 1977 a 1987 simultaneó el cargo de fiscal de la Audiencia Territorial de Bilbao con el de juez de menores de Bilbao, actividad en la que cesó por incompatibilidad establecida en la Ley Orgánica del Poder Judicial de 1985 para desempeñar las funciones de fiscal y de juez de menores.
El 16 de mayo de 1997 fue designado por el Gobierno de José María Aznar como fiscal general del Estado, en sustitución de Juan Ortiz Úrculo. Cesó como fiscal General el 23 de abril de 2004. Al año siguiente accedió a la jubilación. Tras renunciar a ser miembro del Consejo de Estado, se dedicó al ejercicio libre de la abogacía.

## Asuntos
Desde la Fiscalía General del Estado se opuso en 1998 a la petición de extradición del dictador Augusto Pinochet formulada por el juez Baltasar Garzón y en 2002 interpuso ante el Tribunal Supremo la demanda de ilegalización de Batasuna.

## Publicaciones
Su tesis doctoral, El tiempo en el cumplimiento de las obligaciones, fue publicada después como monografía jurídica en 1979 en la Editorial Montecorbo de Madrid.

## Distinciones honoríficas
- Gran Cruz de la Orden de San Raimundo de Peñafort (2013)[8]